# シャノン川
シャノン川 (英語：River Shannon, アイルランド語: Sionainn)はアイルランド島を西（コノートの大部分）と東・南（レンスターとマンスター）に分けるアイルランド最長の川である。この川の水運は古来重要視され、プトレマイオスの地図にも載っていた。386kmのこの川はキャバン県のシャノンポットから南へ流れた後、西へ向きを変えて113kmもの長いシャノン湾を経て大西洋へ流れ込む。河水が海水と出会うあたりにリムリックの町があり、そこから東の川の水は潮の満ち引きを受けない。

## 地理
ファーマナ県南部のクイルカ山地から流れ出し、アイルランド32県のうち11の県を流れる。途中の湖にはアレン湖、リー湖、ダーグ湖が、支流にはサック川とブロスナ川がある。

## 歴史
現在の河道を通る様になったのは氷期の終わりからである。10世紀、ヴァイキングはこのあたりに住み着いて内陸の豊かな修道院を襲うのにこの川を利用した。937年にリムリックのバイキングはリー湖でダブリンのバイキングと戦い敗れた。オリヴァー・クロムウェルはこの地域のアイルランド人へ「地獄かコノート」（Hell or Connaught）のどちらかへ行かせた。すなわち川の向こう側へ移住させたか死を選ばせたのである。

## 経済
ブリテン諸島最長の川で全長300kmを越えるが、その源流は標高たった76mである。そのため航行は容易であり、水運を妨げる岩も少ない。アードナクラシャにはESBの水力発電所がある。
シャノン湾での水運は1980年代に2百万ポンドの投資がなされ、急速に増大した。この投資によりフォインズにはタンカーのターミナルとシャノン空港の石油埠頭が建設された。1982年にはオーギニッシュに大規模なアルミ精製工場が建設された。そこへは6万トンの貨物船により西アフリカのボーキサイト鉱山からのボーキサイトが運び込まれ、アルミナへ精製され更にカナダへ輸出されてアルミニウムへと精製される。1985年にはマニーポイントの石炭火力発電所が完成した。その燃料は15万トンタンカーの定期便で供給されている。

## 支流
- サック川